# كوادو بوكو (لاعب كرة قدم)
كوادو بوكو (بالإنجليزية: Kwadwo Poku)‏ هو لاعب كرة قدم غاني في مركز الهجوم، ولد في 5 مايو 1985 في كوماسي في غانا. شارك مع منتخب غانا لكرة القدم. أما مع النوادي، فقد لعب مع أشانتي كوتوكو ونادي ميتييلاند.

## وصلات خارجية
- كوادو بوكو (لاعب كرة قدم) على موقع الاتحاد الدولي (مؤرشف)  (الإنجليزية)
- كوادو بوكو (لاعب كرة قدم) على موقع قاعدة بيانات كرة القدم.إي يو (الإنجليزية)
- كوادو بوكو (لاعب كرة قدم) على موقع بيانات كرة القدم. دي إي (الألمانية)
- كوادو بوكو (لاعب كرة قدم) على موقع ناشيونال فوتبول تيمز (الإنجليزية)
- كوادو بوكو (لاعب كرة قدم) على موقع Soccerway.com (الإنجليزية)
- كوادو بوكو (لاعب كرة قدم) على موقع أوليمبيديا (الإنجليزية)